# الغواصة الألمانية يو-676
غواصة يو-676 غواصة يو بوت ألمانية من غواصة الفئة السابعة سي بُنيت لسلاح بحرية ألمانيا النازية كريغسمارينه، في أحواض أتش دي دبليو خلال الحرب العالمية الثانية.